# Provincia de Celendín
La provincia de Celendín es una de las trece que conforman el departamento de Cajamarca, en el norte del Perú. 
Limita por el norte con la provincia de Chota, por el este con el departamento de Amazonas, por el sur con las provincias de San Marcos y Cajamarca, y por el oeste con la provincia de Hualgáyoc.

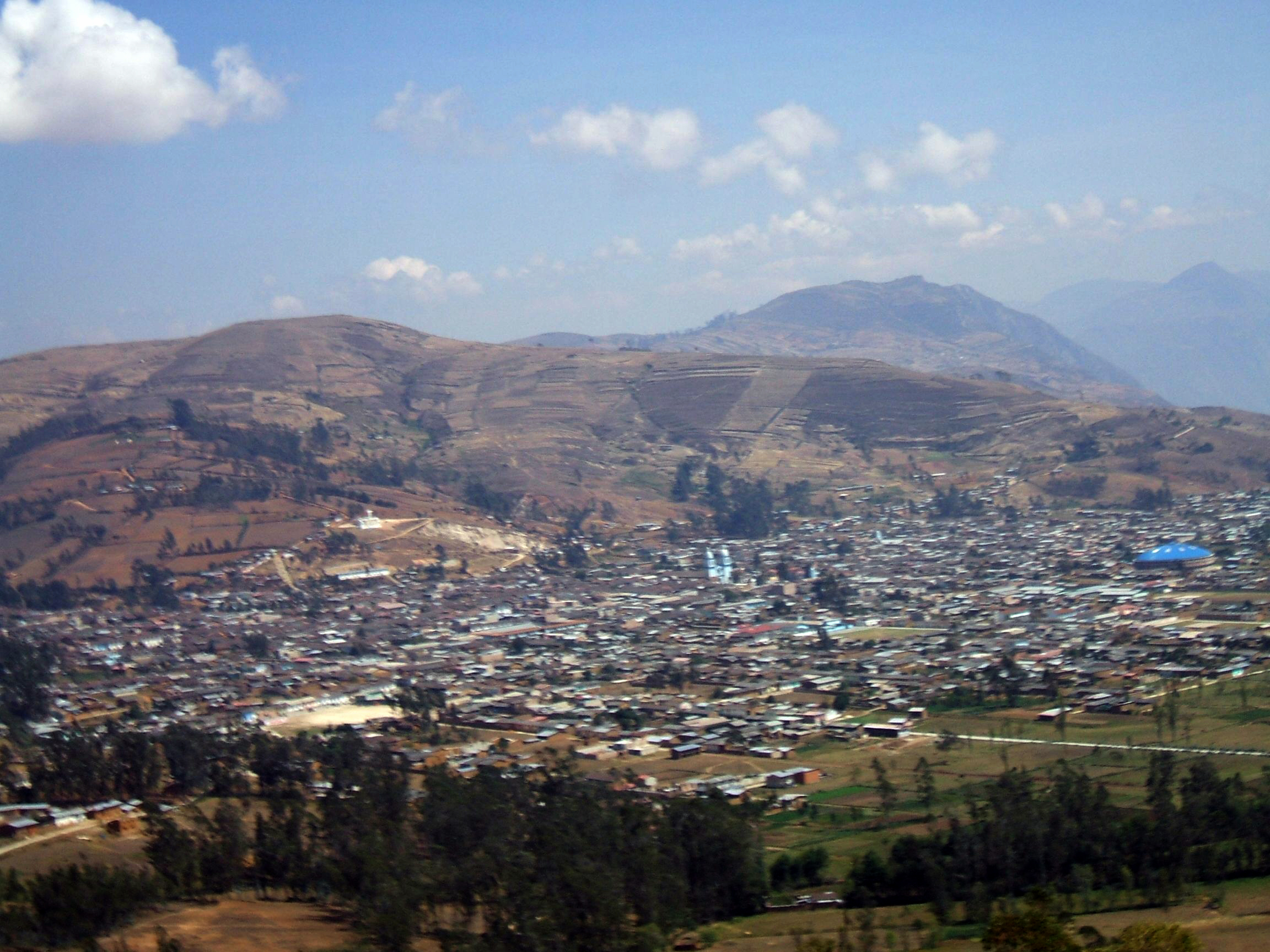
Celendín, la capital provincial, vista desde la cima del Jelig

## Historia
La provincia se encuentra en la cordillera occidental, flanco oriental de los Andes, al norte del Perú.
La historia moderna de Celendín empieza con la fundación política de la ciudad, el 19 de diciembre de 1802, gracias a los esfuerzos previos del obispo de Trujillo Baltazar Jaime Martínez de Compañón y Bujanda, quien empujó el proceso de compra de una hacienda por sus arrendatarios formados por familias españolas y portuguesas, lo que culminó con el surgimiento de la actual población en una hermosa planicie al nororiente de Cajamarca.
La ciudad fue levantada sobre un trazado "a cordel" del ingeniero José Comesana, quien planificó calles rectas y manzanas de 80 varas por lado, lo que dio como resultado una ciudad hermosa y serena, de calles impecablemente regulares; tanto así, que Celendín ha sido tantas veces comparada con el famoso damero o tablero de ajedrez.
Es un misterio el origen de muchos de los fundadores del pueblo. Por los apellidos y rasgos culturales, se sabe que en muchos casos se trataba de descendientes de familias galaico-portuguesas de raíz judía o judíos conversos.
Durante la época colonial, desde fines del siglo XVII y a lo largo del siglo XVIII, muchos judíos sefarditas que habían sido expulsados de España y Portugal pasaron a América, ya sea por su cuenta o por cuenta de Holanda, que tenía planes de colonización en América del Sur e intentaba apoderarse de Brasil, empresa que fracasó. Muchos Holandeses se quedaron en estas tierras mestizándose con los judíos e indígenas de la zona.
Según antiguas historias y tradiciones familiares en torno a los orígenes étnicos y culturales de Celendín, un grupo de judíos portugueses llegó hasta la zona en el siglo XVIII, se enamoró de la región y decidió quedarse, pero esto solo sería cierto para la ciudad de Celendín, para el caso de las zonas rurales, la migración judía sería nula.

### Orígenes
Los primeros pobladores de la zona, al igual que los de toda la hoya del Marañón, explica Julio C. Tello, eran de origen arahuaco. Es probable que esta cultura diera origen a la palabra chilindrín, derivada del fruto de la planta llamada chili o shilshil, que crece junto a las lagunas donde se asentaron varias tribus. Una de las más importantes fue Choctamalque, con su centro en La Chocta.
En el Horizonte Tardío, el del Imperio incaico, los incas llegaron en el siglo XV hasta el Marañón y pasaron hacia el Gran Pajatén. En Celendín se siente su influencia a través de la cerámica Cajamarca V, estilo aríbalo, de varios topónimos netamente quechuas y de estilos arquitectónicos con ventanas trapezoidales (como en La Chocta).
Según Jorge W. Izquierdo, «alrededor de la comarca de Llamadín se formaron otros cinco cacicazgos: Chúmuch, Chímuch, Huauco, Oxamarca y Sorochuco. Cuando Túpac Yupanqui marchaba sobre el reino de los Scires (Ecuador), en 1456, se produjo en estas tierras un éxodo masivo hacia el oriente, por lo que en el Celendín de hoy no existen indígenas propiamente dichos». Según esta teoría, el inca envió mitimaes chilchos o guamán, a los que los caxamalcas pronto llamaron chilicos o shilicos.

### Celendín colonial
Poco después de la conquista del Tahuantinsuyo (el Imperio inca), la Corona española repartió tierras a los conquistadores y evangelizadores. Según Consuelo Lescano Merino, las tierras de Llamadín fueron ocupadas por Juan de Rojas Salazar y Juan Mori Alvarado, hijos de los conquistadores de Chachapuyas, quienes fundaron el asiento de Nuestra Señora de la Concepción del Valle de Zelendín, con su templo y plaza pública para las ferias. Esto sucedió en el siglo XVI.
En opinión de Pelayo Montoya Sánchez, los cacicazgos incas fueron repartidos, en 1536, del siguiente modo: Llamadín para don Hernando Mori Alvarado, que fundó la hacienda de San Bernardo de Llamadín; Chumuch y Chimuch para don Miguel Burga, que funda la hacienda San Miguel de Chumuch; Sorochuco le tocó a don Francisco de Vargas, quien funda la hacienda de San Francisco de Sorochuco; Huauco a don Isidro de Segovia, quien fundó la hacienda de San Isidro de Huauco; y Oxamarca para don Augustín Ortiz de Cerna, que crea la hacienda de San Augustín de Oxamarca.
El 7 de diciembre de 1575, el virrey Francisco Toledo, llega a la hacienda San Bernardo de Llamadín y al día siguiente, 8 de diciembre, día de la Inmaculada Concepción, ordenó cambiar el nombre de esta hacienda por el de Pura y Limpia Concepción de Zelendín, proclamando a la Virgen Inmaculada su patrona.
En 1591, como no había sacerdote en este asiento, viajó don Juan Rojas a la Ciudad de los Reyes y consiguió que venga Fray Andrés Romero de la orden de San Francisco. El templo de la Purísima Concepción de Zelendín estaba conformado por una sola nave y el atrio fue el primer cementerio del pueblo.
Hacia 1613 el territorio de Celendín pertenecía al Corregimiento de Caxamarca, el que a su vez se enmarcaba en la recién creada diócesis de Trujillo. En 1787, luego de creadas las intendencias y partidos, Celendín con su anexo Sorochuco sigue siendo una doctrina del partido de Cajamarca.
El 22 de febrero de 1726, la hacienda cambia de dueño, sostiene Lescano Merino. El capitán Francisco Rodríguez de Araujo, bisnieto de don Juan Rojas, la vende por 16 000 pesos de 8 reales a don Antonio de Vergara, y el 14 de marzo de 1748 pasa al maestre de campo don Juan Joseph Chuquivala Carhuarayco, cacique principal y gobernador de los indios de las siete guarangas de la provincia de Caxamarca, por 20 000 pesos. Su esposa, doña Melchora de Vergara, cuando queda viuda decide nuevamente venderla. En esta época, es cuando pasa por Celendín, rumbo a Maynas, el obispo de Trujillo don Baltazar Jaime Martínez de Compañón.
Por su lado, Montoya Sánchez sostiene que el 15 de agosto de 1780 la hacienda La Pura y Limpia Concepción de Zelendín, pasó a manos de doña Melchora de Vergara por deudas de don Pedro de Mori de la Cerna, bisnieto de don Hernando Mori Alvarado. Doña Melchora de Vergara y su esposo Juan Joseph Chuquivala, como no tenían hijos, deciden donar la hacienda a las Obras Pías del Real Convento de Santa Clara de Trujillo. Aquí la compraran los arrendatarios de la hacienda para fundar la villa.
Según tradición narrada por muchas familias celendinas, entre ellas, cuenta don Manuel Silva Rabanal; que a mediados del siglo XVIII llegaron a la zona inmigrantes portugueses de origen judío. Según algunas versiones, se habría tratado de judíos perseguidos por la Santa Inquisición. Según otra, de judíos procedentes de Brasil, que llegaron siguiendo la ruta Amazonas-Marañón, rumbo a la costa del Pacífico. Impresionados por el paisaje celendino habrían decidido quedarse y tomar esa tierra como su segunda patria. Aunque no hay testimonios documentales de este episodio, los muchos apellidos portugueses presentes en la zona confirman su realidad. La población campesina de Celendín durante esa época sería descendiente de migrantes españoles de las zonas rurales del norte de aquel país. 
Celendín estaba poblado en 1783, cuando llega Martínez de Compañón, por 5598 personas, entre «eclesiásticos, españoles, portugueses, indios, mixtos, pardos y negros», según censo que mandó levantar el obispo. Este sugiere la compra de la hacienda y la fundación de una ciudad. Al apoyar la gestión, ese mismo año, en una carta al rey Carlos II, da cuenta de gente blanca que deseaba fundar un pueblo en las tierras de la hacienda Inmaculada Concepción. El prelado justifica su apoyo «atendiendo a lo ilustre de las familias» y precisa que, en la zona, «pocos son los habitantes de esta primitiva raza», defiriéndose a los indios. 
El 23 de junio de 1785, los pobladores de la hacienda Zelendín, inician sus gestiones para adquirirla junto con sus anexos de Llanguat, Zisanilla y Santa Catalina, ante el juez comisionado por el obispo, don Miguel Antonio de Iglesia y Merino. El 8 de julio de 1791, en la ciudad de Trujillo, jurisdicción a la que pertenecía la hacienda y en audiencia pública, se realizó el remate del bien por la cantidad de 14,010 pesos. El cura de la doctrina de Zelendín, con José Cavello, entregó un adelanto de 8,000 pesos en nombre de los compradores.
El 6 de septiembre de 1793, el presbítero don Manuel Tomás de Quevedo y Garro, en nombre del doctor Miguel Antonio de Iglesia Merino, dio a los celendinos posesión efectiva de las haciendas Zelendín, Zisanilla y Llanguat. Al parecer el geómetra José Comesana trazó las calles a cordel y su bendición e inauguración se realizó posiblemente el 5 de mayo de 1796. El 19 de octubre del mismo año, el obispo Martínez de Compañón elevó a la Corona de España el expediente para la creación legal de la ciudad, lo que se consiguió por el Consejo de la Cámara de Las Indias y por el rey de España don Carlos IV, quien firmó en Elche la Real Cédula del 19 de diciembre de 1802, aprobando la creación de la nueva población con el nombre de Amalia de Zelendín, a la vez que le otorgaba el título de villa, exenta de la jurisdicción de Caxamarca y sujeta a la Intendencia de Trujillo, reconociendo a la Virgen del Carmen por patrona espiritual de los celendinos y disponiendo cómo debía conformarse el Cabildo. En cumplimiento de esta Real Cédula el pueblo eligió a seis regidores y luego éstos al teniente coronel Raymundo da Pereyra como alcalde ordinario de Primer Voto y al capitán Juan de Burga, como alcalde ordinario de Segundo Voto.

### En la República
El 23 de noviembre de 1820, el intendente de Trujillo, don José Bernardo de Tagle Portocarrero, marqués de Torre Tagle, proclamó la independencia de Trujillo y luego envió a Celendín un extenso documento insinuando la pronta proclamación de la libertad en esta tierra.
El jefe político militar de la villa, teniente coronel Juan de Burga, cita al pueblo y autoridades a la Plaza de Armas y el 6 de enero de 1821, siendo las 10 de la mañana, jura la independencia con estas palabras: «desde hoy, 6 de enero de 1821, la Villa de la Bella Amalia de Zelendín, es libre e independiente del poder español y de todo extranjero. ¡viva la patria!, ¡viva la libertad!, ¡viva la independencia!, ¡viva la Villa de Bella Amalia de Zelendín!, ¡muera el despotismo!, ¡muera la tiranía!». Todos se abrazaban y gritaban al unísono en gran fiesta, luego se sentó una acta.
El 12 de octubre de 1849, el Congreso de la República Peruana, considerando «que la villa de Celendín, perteneciente a la provincia de Cajamarca, ha prestado eminentes servicios a la causa de la independencia y además reúne todos los requisitos que exige la ley del 17 de setiembre de 1847», aprobó concederle el título de ciudad, con fecha 19 de octubre de 1849. La ley fue promulgada por el presidente Ramón Castilla en su primer gobierno.
Por ley del 2 de enero de 1857, se eleva a Celendín a la categoría de distrito de Cajamarca.
Gracias a la acción tesonera del Coronel Basilio Cortegana y Vergara y otros ilustres celendinos, el Congreso de la República aprobó el 20 de septiembre de 1862 la ley por la cual se crea la provincia de Celendín, ley que fue promulgada por el presidente Ramón Castilla el 30 de septiembre de 1862, durante su segundo mandato. El artículo 3 de la ley señala: «La provincia de Celendín tiene por capital la ciudad de este nombre, consta de los distritos de Celendín, Lucmapampa, Huauco, Chumuch, Sorochuco y Huasmín, agregándose a éste las haciendas de Jerez y Sauce».
Mediante ley del 7 de noviembre de 1887, el caserío de Huacapampa fue elevado al rango de distrito. Por Ley n.º 4860 del 27 de diciembre de 1923 se creó el distrito de Oxamarca. Por Ley n.º 7855 del 16 de octubre de 1933 se creó el distrito de Cortegana con su capital Chimuch. Mediante Ley n.º 9818, del 15 de noviembre de 1940 se creó el distrito de Miguel Iglesias con su capital Chalán; por Ley n.º 12171 del 24 de diciembre de 1954, se creó el distrito de Utco y por ley del 26 de diciembre de 1940 se cambiaron los nombres de los distritos Huauco, Huacapampa, y Lucmapampa, por los de Sucre, José Gálvez y Jorge Chávez, respectivamente. Por esa misma ley, la villa de Sucre es elevada a la categoría de ciudad.

## División administrativa
La provincia tiene una extensión de 2641,59 km² y se divide en 12 distritos, los cuales son:
- Celendín
- Chúmuch
- Cortegana
- Huasmín
- Jorge Chávez
- José Gálvez
- La Libertad de Pallán
- Miguel Iglesias
- Oxamarca
- Sorochuco
- Sucre
- Utco

## Población
La provincia cuenta con una población de 95 008 habitantes.

## Capital
La capital de la provincia es la ciudad de Celendín, que tiene una población aproximada de 30 000 habitantes. Es la sede de la Asociación de Municipalidades del Marañón Andino.

## Personajes
La provincia de Celendín ha dado al Perú y al mundo personajes que han brillado y brillan en diversos campos como la creación artística y literaria, las ciencias, la política, la educación, el comercio e incluso la actividad militar.
En el campo de la cultura destacan los narradores Alfonso Peláez Bazán, primer Premio Nacional de Narrativa en 1944.
Alfredo Pita, Premio Internacional de Novela Las dos orillas, en España, en 1999; José de Piérola, Premio Internacional de Cuento Max Aub, en España, en 1999.
Jorge Díaz Herrera, autor de cuentos y novelas; el poeta Julio Garrido Malaver; el dramaturgo Grégor Díaz; el escritor y periodista Manuel Pereira Chávez, "Perseo"; los pintores Alfredo Rocha Zegarra ,Jorge Chávez Silva y  Javier Chávez Silva (enlace roto disponible en Internet Archive; véase el historial, la primera versión y la última).; el etnólogo José Marín González, profesor universitario en Suiza y especialista en culturas amazónicas; y el periodista cultural Julio Villanueva Chang, creador de la revista Etiqueta Negra; el músico Miguel Ángel Silva Rubio "Indio Mayta", icono de la cultura popular y difusor del folklore cajamarquino. En política, Manuel Pita Díaz, abogado y revolucionario que participó intensamente en las luchas sociales de los años 50 y 60; y Nazario Chávez Aliaga (enlace roto disponible en Internet Archive; véase el historial, la primera versión y la última)., escritor y secretario de la presidencia de la República bajo Manuel Prado Ugarteche. También destaca Miguel Iglesias Pino de Arce, expresidente de la república del Perú. En medicina, el doctor Horacio Cachay Díaz, pionero de la radiología en el Perú, maestro de medicina y director del Hospital del Niño de Lima; el doctor Pedro Ortiz Cabanillas, eminente neurólogo, reconocido internacionalmente, con importantes contribuciones en su especialidad, quien fue decano nacional del Colegio Médico; el doctor Manuel Hermilio Acosta Chávez, doctor en medicina, prestigioso gineco-obstetra, director de la maternidad de Lima, profesor principal de la Universidad Nacional Mayor de San Marcos por 40 años, el doctor Humberto Cachay Velásquez, distinguido cirujano plástico establecido en Argentina, reconocido internacionalmente y con una producción innovadora en su especialidad; el doctor Homero Silva Díaz, maestro de medicina, destacado nefrólogo y rector de la Universidad Peruana "Cayetano Heredia" y el doctor César Merino Machuca, pionero de la hematología en el Perú, reconocido internacionalmente por sus meritorios aportes a la investigación médica. En el campo de las ciencias puras, el doctor en física Enrique Solano, investigador en electrónica cuántica en el Instituto Max Planck de Alemania, y el doctor en física Santiago Pita Jaramillo, especialista en partículas y en rayos gamma procedentes del espacio en el Centro Nacional de Investigación Científica (CNRS) de Francia. En el ámbito militar, el coronel Juan Basilio Cortegana, vencedor en Junín y Ayacucho, prócer de la Independencia del Perú y, más tarde, diputado y gran historiador; el general José del Carmen Marín, estratega de la batalla de Zarumilla y fundador del Centro de Altos Estudios Militares (CAEM) (enlace roto disponible en Internet Archive; véase el historial, la primera versión y la última). del Perú; General Marcial Merino Pereyra, General GC Romulo Merino Arana y el general Dionisio Merino Collantes, uno de los mejores especialistas del arma de artillería del Ejército Peruano. En las diferentes ramas de la ingeniería, Rosendo Chávez Díaz, célebre por sus estudios hidráulicos en casi todos los proyectos de irrigación del país, incluidos Chavimochic; Javier Díaz Chávez, pionero e innovador en el desarrollo y explotación de minas a tajo abierto; Horacio Díaz Chávez, creador de la tecnología para el aprovechamiento industrial del bagazo de la caña de azúcar; y Felipe Villanueva, especialista en circuitos electrónicos que ha trabajado para la NASA. En el campo comercial, los pioneros Augusto G. Gil Velásquez, Rafael Cachay y Felipe Villanueva, que vincularon a Celendín con el país y con el mundo en los días de la "fiebre del caucho", en las primeras décadas del siglo XX. En la Educación, grandes maestras y maestros como Gregorio Sánchez Araujo, Hermila Torres Oblitas, Victoria Díaz Mori, David Sánchez Infante, José Aladino Escalante, Arístides Merino Merino, José Pelayo Montoya, Próspero Díaz, Zulema Cachay, Marcelino Díaz Zamora, Baldomero Villanueva, Pedro Ortiz Montoya, Telmo Horna Díaz, Marcial Castañeda, Odilia Villanueva de Tirado, José Bazán Silva y otros connotados Amautas que en el pasado forjaron generación tras generación de celendinos con conciencia cívica y buen nivel cultural.

## Autoridades

### Regionales
- Consejero regional
  - 2019-2022:[1] Lorena Marín Ortiz ([[Frente Regional de Cajamarca (Perú)|)

### Municipales
- 2019-2022[1]
  - Alcalde: Julio César Chávez Rodrigo, de Frente Regional de Cajamarca.
  - Regidores:

  1. José Jitler Fernández Guevara ( Frente Regional de Cajamarca)
  2. María del Pilar Tinoco Silva (Frente Regional de Cajamarca(Perú))
  3. Rosas Izquierdo Mantilla (Frente Regional de Cajamarca(Perú))
  4. Nelly Silva Rabanal (Frente Regional de Cajamarca(Perú))
  5. Jairo Rodríguez Velásquez (Frente Regional de Cajamarca(Perú))
  6. Elizabeth Guadalupe Ruiz Aliaga (Frente Regional de Cajamarca(Perú))
  7. Salomón Goicochea Silva (Partido Acción Popular)
  8. Silvia Marleny Castañeda Torrejón (Partido Acción Popular)
  9. Militza Ortiz Chacón (Partido Somos Perú)

## Turismo
En la provincia hay diferentes variedades de turismo como son:
- Turismo cultural-histórico
- Turismo de aventura
- Ecoturismo
- Turismo vivencial
- Turismo gastronómico
- Turismo medicinal